# Tim Mullally
Tim Mullally er en amerikansk rockguitarist fra Tampa, Florida. Han har udgivet et soloalbum under sit egnet navn og har arbejdet som lejemusikant med mange andre folk.